# Andreas Dittmer
Andreas Dittmer (Neustrelitz, 16 aprile 1972) è un canoista tedesco.
Oltre alle 3 medaglie d'oro, una d'argento e una di bronzo ai Giochi olimpici, Andreas Dittmer ha vinto anche 4 titoli europei e altrettanti mondiali.

## Palmarès
- Olimpiadi

Atlanta 1996: oro nel C2 1000m.
Sydney 2000: oro nel C1 1000m e bronzo nel C1 500m.
Atene 2004: oro nel C1 500m e argento nel C1 1000m.
- Mondiali

1991 - Parigi: bronzo nel C4 500m.
1993 - Copenaghen: bronzo nel C2 500m.
1994 - Città del Messico: oro nel C2 1000m.
1995 - Duisburg: bronzo nel C2 500m e C2 1000m.
1997 - Dartmouth: oro nel C1 1000m.
1998 - Seghedino: argento nel C1 500m e bronzo nel C1 1000m.
1999 - Milano: argento nel C1 1000m e bronzo nel C1 500m.
2001 - Poznań: oro nel C1 1000m e bronzo nel C1 500m.
2002 - Siviglia: bronzo nel C1 500m.
2003 - Gainesville: oro nel C1 500m e C1 1000m e bronzo nel C1 200m.
2005 - Zagabria: oro nel C1 500m e C1 1000m.
2006 - Seghedino: argento nel C1 1000m.
2007 - Duisburg: argento nel C1 500m.
- Campionati europei di canoa/kayak sprint

Poznań 2000: argento nel C1 200m, C1 500m e C1 1000m..
Milano 2001: oro nel C1 1000m, argento nel C1 500m e bronzo nel C1 200m.
Seghedino 2002: oro nel C1 1000m e argento nel C1 500m.
Poznań 2004: oro nel C1 1000m, argento nel C1 200m e C1 500m.
Poznań 2005: oro nel C1 1000m e bronzo nel C1 500m.
Račice 2006: argento nel C1 1000m.
Pontevedra 2007: oro nel C1 500m.